# Burkina Faso en los Juegos Olímpicos de Tokio 2020
Burkina Faso estuvo representada en los Juegos Olímpicos de Tokio 2020 por un total de siete deportistas, cinco hombres y dos mujeres, que compitieron en cinco deportes.
Los portadores de la bandera en la ceremonia de apertura fueron el atleta Hugues Fabrice Zango y la nadadora Angelika Sita Ouedraogo.

## Medallistas
El equipo olímpico burkinés obtuvo las siguientes medallas:
| Nombre               | Deporte   | Competición    |
| -------------------- | --------- | -------------- |
| Oro                  |           |                |
| —                    |           |                |
| Plata                |           |                |
| —                    |           |                |
| Bronce               |           |                |
| Hugues Fabrice Zango | Atletismo | Triple salto M |